# FreeSBIE

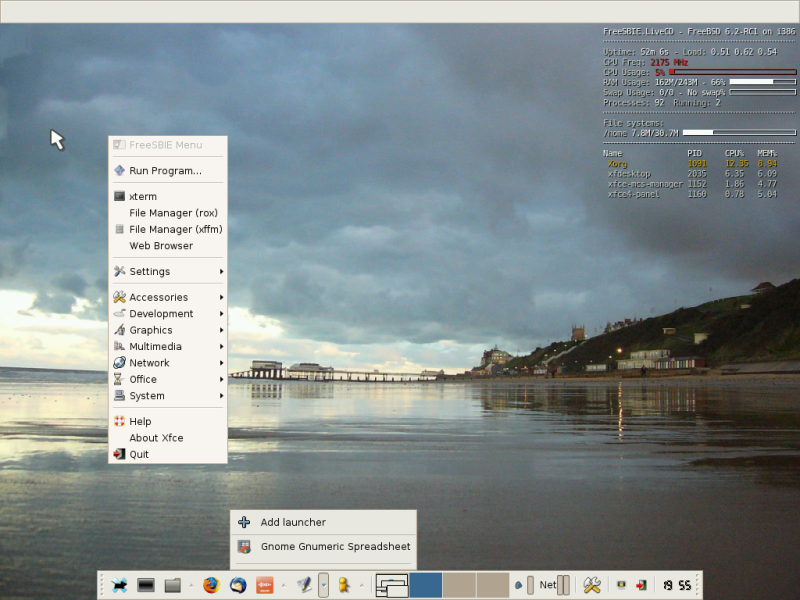
Freesbie 2.0 cu XFCE

FreeSBIE este un sistem de operare care rulează direct de pe un  CD de bootare (LiveCD), fără să aibă nevoie de instalare pe hard disk. Este bazat pe sistemul de operare FreeBSD. În prezent, FreeSBIE folosește Xfce și Fluxbox.
Timpul de inițializare depinde de viteza de căutare (seek time) al driveului CD-ROM. Sistemul de operare are o latență de fiecare dată cand programele sunt pornite, deoarece ele trebuie încărcate de pe CD. 
Ultima ediție este FreeSBIE 2.0.1 cu un nou toolkit. Prima versiune a FreeSBIE 2 a fost dezolată în vara anului 2005, ca urmare a programului Summer of Code promovat de Google.

## Scopuri FreeSBIE
FreeSBIE vrea să:
- Dezvolte o suită de programe pentru personalizarea CD-ului
- Ofere diferite imagini ISO, fiecare utilizată pentru scopuri diferite de utilizatori diverși